# Digimon Adventure 02
Digimon Adventure 02 je druga sezona franšiže Digimona, i izravan nastavak na prvu. Ovaj nastavak i prvi put prikazana 2. travnja 2000. godine. Sezona je završila s 50 epizoda, a posljednja je emitirana 25. ožujka 2001. godine.

## Opis
Radnja je smještena tri godine nakon prve sezone, kada su svi likovi iz nje, osim Kari i T.K.-ja, već u srednjoj školi, a sve izgleda mirno i u Digitalnom svijetu. No, uskoro se pojavljuje nova prijetnja, Car Digimona (eng. Digimon Emperor, njem. Digimon Kaiser) koji želi pokoriti Digitalni svijet pomoću Crnih tornjeva i obruča koji Digimone čine njegovim robovima. No, za razliku od prije, Car Digimona je, kao i glavni junaci - Davis Motomija, Kari Jagami, T.K., Joli Inoue i Cody Hida, čovjek, i to njihov školski kolega Ken Ichijouji. Izabrani odlaze u Digitalni svijet, no njihovi se Digimoni ne mogu normalno razviti zbog Crnih tornjeva. No, oni pronalaze 5 posebnih Digi-jaja koja njihovim Digimonima omogućuju Digivoluciju na Armor level. Uz pomoć njih, i još 3 koja pronalaze kasnije, uspijevaju poraztiti Cara Digimona, no njihova misija nije dovršena. Uskoro se pojavljuju dva Ultra Digimona, Arukenimon i Mummymon, koji uzimaju ljudski oblik i pomoću dlaka s Arukenimonine kose pretvaraju Crne tornjeve koji su još preostali u Digimone. Ubrzo Izabrani saznaju da postoji još jedan neprijatelj, osim to dvoje, a to je opet čovjek, Jukio Oikava, odrasli čovjek kojemu je životni cilj pristupiti Digitalnom svijetu. Uskoro se radnja i borba sele u stvarni svijet, gdje se upliću i gospodar podezmlja Deemon, te BlackWarGreymon, Digimon kojeg je iz velikob broja Crnih tornjeva, stvorila Arukenimon. Na koncu Oikava uspijeva otvoriti portal za Digitalni svijet, no uz pomoć BlackWarGreymonove žrtve završava u nekom posebnom svijetu, koji je tada prvi puta predstavljen. Tada saznajemo da je Oikavu zaposjeo MaloMyotismon, još jedan Mega level Myotismona, jednog od protivnika prve generacije izabranih. Izabrani na koncu ipak uspijevaju poraziti iznimno moćnog Myotismona i time obavljaju svoju misiju. Sezona završava epilogom smještenim 25 godina poslije u kojem saznajemo što je s pojedinim likovima iz prve dvije sezone. 